# Sesto al Reghena
Sesto al Réghena (Siest in friulano, Sesto in veneto) è un comune italiano di 6 316 abitanti del Friuli-Venezia Giulia. È uno dei Borghi più belli d'Italia.

## Geografia fisica

### Territorio
Sesto al Reghena sorge nella bassa pianura veneto-friulana, al confine con la provincia di Venezia. Si estende su una superficie di 40,53 km², da un'altitudine minima di 9 metri, ad una massima di 25 metri s.l.m.
Il comune confina a nord con Chions e San Vito al Tagliamento, a ovest con Chions e Cinto Caomaggiore, a est con Morsano al Tagliamento e Cordovado, a sud con Gruaro.
Secondo la Classificazione sismica, il comune appartiene alla zona 3 (sismicità bassa).

### Clima
| Sesto al Reghena   | Mesi | Mesi | Mesi | Mesi | Mesi | Mesi | Mesi | Mesi | Mesi | Mesi | Mesi | Mesi | Stagioni | Stagioni | Stagioni | Stagioni | Anno |
| Sesto al Reghena   | Gen  | Feb  | Mar  | Apr  | Mag  | Giu  | Lug  | Ago  | Set  | Ott  | Nov  | Dic  | Inv      | Pri      | Est      | Aut      | Anno |
| ------------------ | ---- | ---- | ---- | ---- | ---- | ---- | ---- | ---- | ---- | ---- | ---- | ---- | -------- | -------- | -------- | -------- | ---- |
| T. max. media (°C) | 5,6  | 8,1  | 11,7 | 16,9 | 22,1 | 25,6 | 27,9 | 27,2 | 24,0 | 18,6 | 11,6 | 7,1  | 6,9      | 16,9     | 26,9     | 18,1     | 17,2 |
| T. min. media (°C) | −2,3 | −0,8 | 2,1  | 6,1  | 9,9  | 13,7 | 15,2 | 14,8 | 11,7 | 7,5  | 3,7  | −0,3 | −1,1     | 6,0      | 14,6     | 7,6      | 6,8  |

## Origini del nome
Sesto è citata per la prima volta nel documento del 762 con cui Santa Maria in Silvis veniva donata all'abbazia di Nonantola («in loco qui vocatur Sexto»). Il toponimo deriva evidentemente da un'espressione del tipo lapis miliarius sextus o ad sextum lapidem, con cui si indicava una mansio posta a sei miglia romane da Concordia Sagittaria.
La specifica "al Reghena", riferimento al corso d'acqua che lambisce il paese, è stata ufficializzata con R.D. 18 agosto 1867, n. 3893.

## Storia
È storicamente accertato che Ecelo II, il Monaco, della famiglia degli Ezzelini, contese nel 1182 delle proprietà ai frati del monastero di Sesto al Reghena. Il 24 aprile 1198 il papa Innocenzo III incaricò Pellegrino, patriarca di Aquileia, di mediare e risolvere la lite tra i due contendenti dopo aver assolto Ecelo dalla scomunica emessa dal patriarca di Grado.
Sesto al Reghena fu una delle località interessate dalle numerose proprietà che videro protagonisti i vari componenti della famiglia degli Ezzelini; proprietà che furono certosinamente accertate, censite e documentate dopo la loro definitiva sconfitta avvenuta nel 1260.

### Simboli
Lo stemma è stato riconosciuto con DCG del 25 luglio 1927 e si può blasonare di rosso, alla sbarra d'argento, attraversata dal leone, rivoltato, d'oro. Il gonfalone è un drappo di rosso.

## Monumenti e luoghi d'interesse

### Architetture religiose
Abbazia di Santa Maria in Silvis

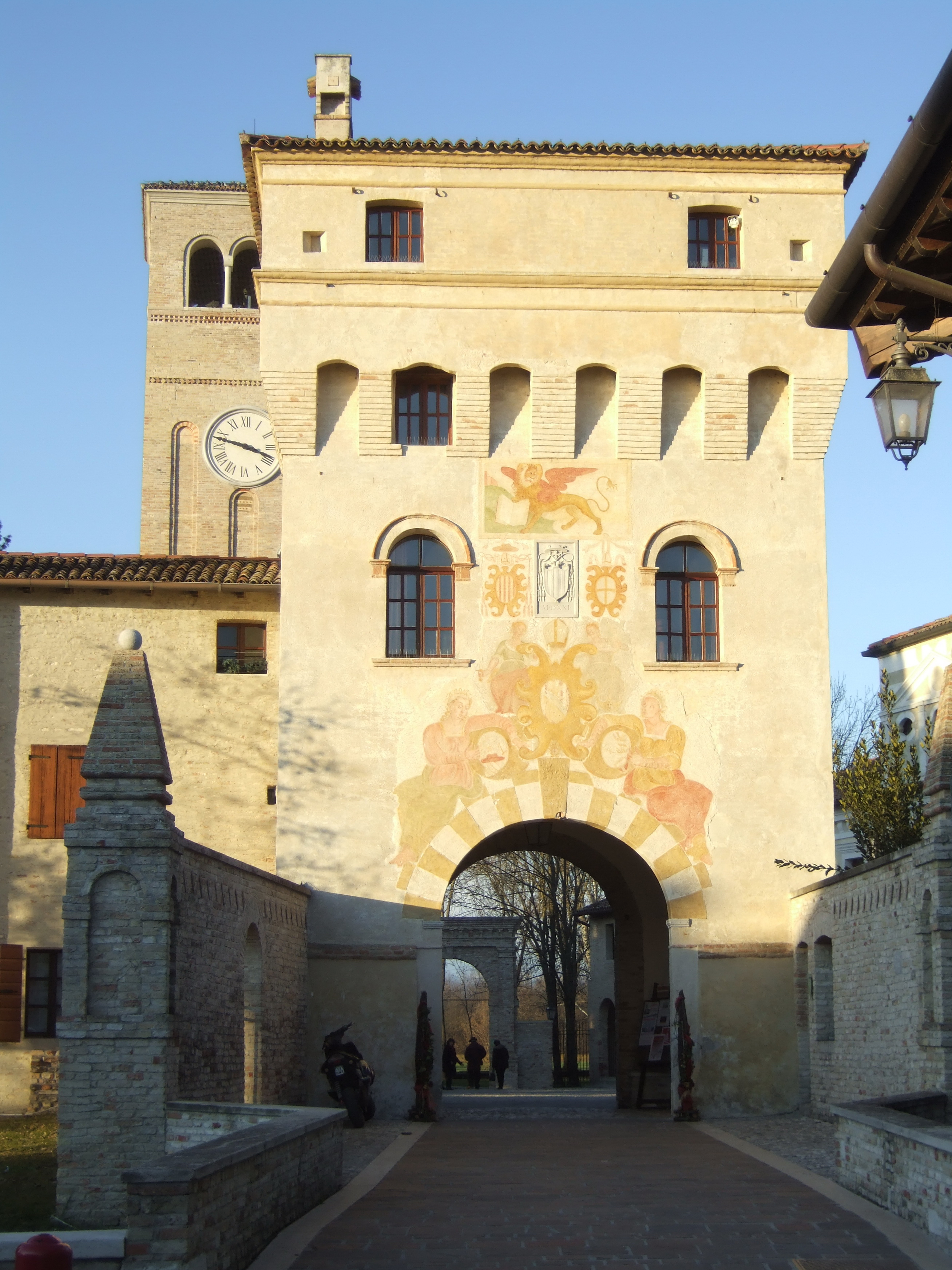
Torrione di ingresso alla abbazia

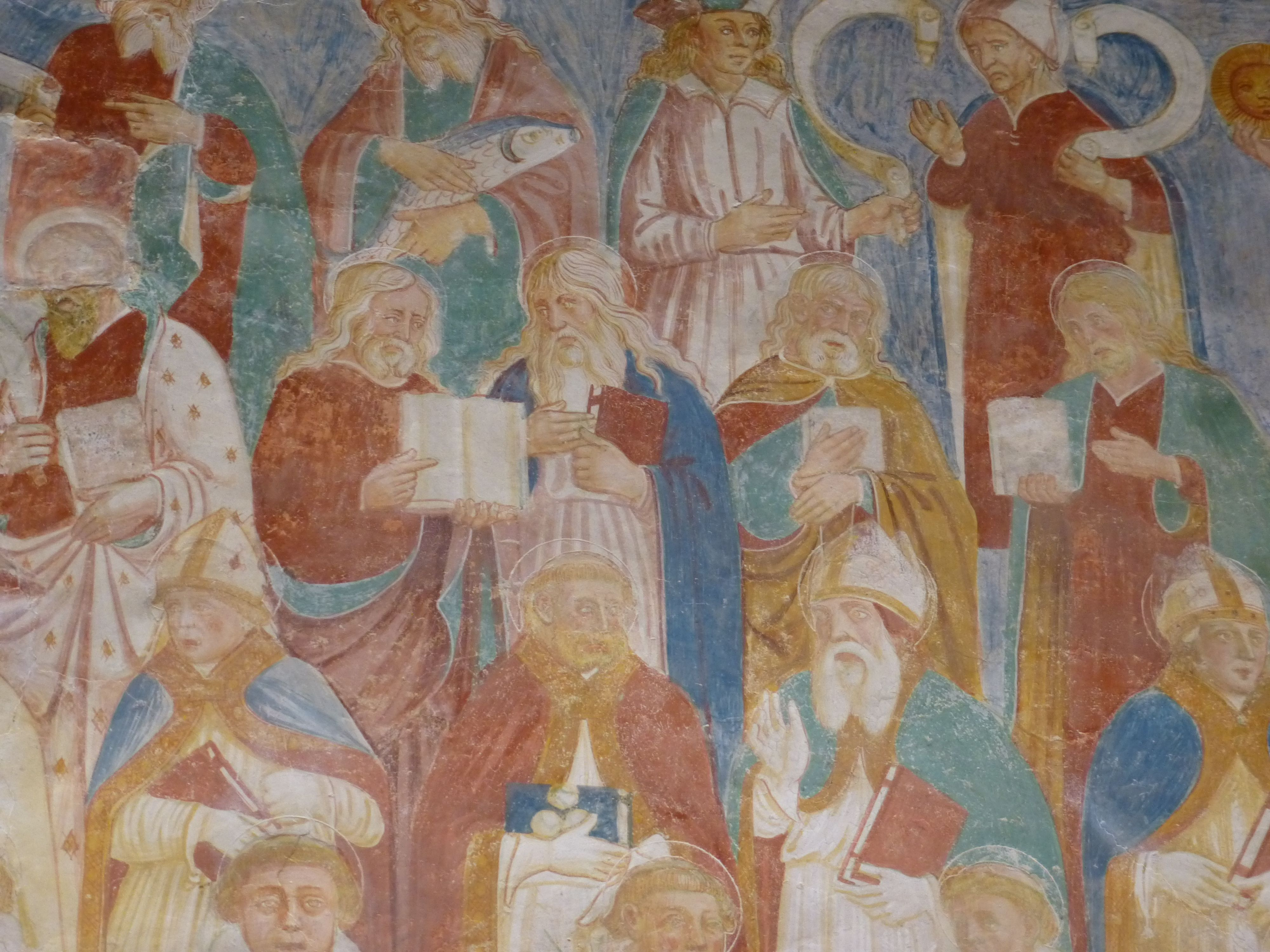
Un affresco raffigurante alcuni santi e patriarchi nell'abbazia di Sesto

Fondata nel 730-735, appartenne dal 762 ai benedettini. Nell'899 gli ungari la rovinarono, ma l'abbazia risorse nel X secolo e venne fortificata. Dal 1441 al 1786 fu commenda e ritornò a essere abbazia nel 1921.
La chiesa abbaziale prese forma fra il XII e il XIII secolo, per essere sostanzialmente risistemata nel XV secolo; nel XX ha subito una serie di restauri (1905-1914, 1932 e 1981).
Il vestibolo è completamente affrescato con il Ciclo dell'Inferno, il Ciclo del Paradiso e il Ciclo di San Michele, opere risalenti al 1450 circa e che vengono attribuite alla bottega di Antonio da Firenze.
Dal vestibolo si passa nell'atrio, con tre navate di età romanica, caratterizzato da un massiccio soffitto del Quattrocento ed affreschi del Duecento.
Chiesa parrocchiale di Bagnarola
La parrocchiale di Bagnarola, dedicata a Ognissanti, venne costruita alla fine del XIX secolo.
Chiesetta di San Pietro

### Architetture civili
Nel comune di Sesto al Reghena sono presenti tre ville venete:
Villa Attimis-Freschi-Piccolomini
Di proprietà privata e non visitabile, è sita nella frazione di Ramuscello ed è uno scenografico complesso padronale del XVII secolo. 
Villa Zanardini-Fabris-Fancello
Villa Braida

### Altro

#### La Fontana di Venchieredo
Si tratta di uno dei luoghi più importanti per la storia della letteratura del Friuli-Venezia Giulia. Lo scrittore Ippolito Nievo ambientò proprio in questo paesaggio campestre alcune pagine del suo libro più famoso, Le confessioni d'un italiano.
Chiesetta votiva di S. Antonio di Padova
Chiesetta votiva collocata all'interno di una proprietà privata in località Banduzzo che appartenne all'Abbazia di Santa Maria in Sylvis. Oggi la chiesa è parte della residenza internazionale per artisti Art Aia - Creatives / In / Residence.

## Società
Associazioni culturali e sportive sono attive in Sesto, tra queste anche un settore di particolare interesse archeologico, una testimonianza dei reperti di epoca preromana. I volumi con le raccolte dei dati, le illustrazioni, le foto dei rinvenimenti antichi e le mappe si possono consultare nella biblioteca comunale e sono stati eseguiti da Luigi Rossi, esperto botanico, topografo e ricercatore.

### Evoluzione demografica
Abitanti censiti

### Etnie e minoranze straniere
Al 31 dicembre 2015 gli stranieri residenti nel comune sono 358, ovvero il 5,63% della popolazione. Di seguito sono riportati i gruppi più consistenti:
1. Romania, 86
2. Albania, 29
3. Serbia, 24
4. Ucraina, 23
5. Burkina Faso, 20

### Lingue e dialetti
A Sesto al Reghena, accanto alla lingua italiana, la popolazione utilizza la lingua veneta nel capoluogo e nelle frazioni di Marignana e Mure e la lingua friulana nelle altre frazioni. Ai sensi della deliberazione n. 2680 del 3 agosto 2001 della Giunta della Regione autonoma Friuli-Venezia Giulia, il Comune è inserito nell'ambito territoriale di tutela della lingua friulana ai fini della applicazione della legge 482/99, della legge regionale 15/96 e della legge regionale 29/2007.
La lingua friulana che si parla nel comune di Sesto al Reghena rientra fra le varianti appartenenti al friulano occidentale.

## Geografia antropica

### Frazioni e località
Lo statuto comunale divide il comune in 3 frazioni più il capoluogo:
- Sesto al Reghena:

Il capoluogo è ubicato nella parte sud-occidentale del comune confinando ad ovest con Marignana ed a est con la frazione di Bagnarola, è costituito dai centri abitati di Sesto al Reghena, Mure, Fraticelle, Levada
- Marignana:

Frazione ubicata nella parte più occidentale del comune confina ad ovest col capoluogo, è composta dai centri abitati di Marignana, Confine Settimo (parte meridionale di Marignana), Stazione, Melmose, Braidacurti, e Banduzzo.
- Bagnarola:

Frazione ubicata nella parte centrale del comune confinando ad ovest con le frazioni di Marignana e Sesto ed a est con Ramuscello, è composta dai centri abitati di Bagnarola, Vissignano, Borgo Siega, Borgo di Sotto, Versiola, Casette, Venchiaredo, Stalis, e Mielma.
- Ramuscello:

Frazione ubicata nella parte più meridionale del comune, ed è costituita dai centri abitati di Ramuscello, Viali, Ramuscello Vecchio, Ramuscellutto, e Santa Sabina.
- Altre località:

Madonna di Campagna, e Piramidi. (località di Ramuscello o Bagnarola)

### Popolazione
| 31.12.2010            | nota                                                                         | popolazione |  | 01.01.2016              | nota | popolazione |
| --------------------- | ---------------------------------------------------------------------------- | ----------- |  | ----------------------- | --- | ----------- |
| Pop. totale           |                                                                              | 6296        |  | Pop. totale             | | 6356        |
| Capoluogo             | includendo anche località limitrofe                                          | 1351        |  | Capoluogo               | | 1021        |
| Marignana (frazione)  | includendo anche località limitrofe                                          | 668         |  | Marignana               | | 411         |
| Bagnarola (frazione)  | includendo anche località limitrofe                                          | 2791        |  | Bagnarola               | | 1875        |
| Ramuscello (frazione) | includendo anche località limitrofe                                          | 1437        |  | Ramuscello              | includendo anche località limitrofe | 1384        |
| Altro                 | (differenza tra popolazione totale e somma della popolazione delle frazioni) | 47          |  | "case sparse"           | non risulta essersi alcuna località chiamata in tale modo, probabilmente è la diff. tra pop. tot. e la somma della pop. delle altre località. | 628         |
|                       |                                                                              |             |  | Casette                 | includendo anche località limitrofe | 603         |
|                       |                                                                              |             |  | Mure                    | | 134         |
|                       |                                                                              |             |  | Viali                   | | 69          |
|                       |                                                                              |             |  | Borgo Siega             | | 44          |
|                       |                                                                              |             |  | Melmosa Alta (Melmose)  | | 40          |
|                       |                                                                              |             |  | Confine Settimo         | | 39          |
|                       |                                                                              |             |  | Levada                  | | 39          |
|                       |                                                                              |             |  | Stazione                | | 37          |
|                       |                                                                              |             |  | Venzone                 | | 18          |
|                       |                                                                              |             |  | I platani (La Platina?) | | 16          |
|                       |                                                                              |             |  | Versiola                | vedi "case sparse" | ?           |
|                       |                                                                              |             |  | Vissignano              | vedi "case sparse" | ?           |

## Infrastrutture e trasporti

### Strade
Sesto al Reghena è interessata dal passaggio di importanti vie di comunicazione.
Fra le principali ricordiamo:
- L'Autostrada A28 che parte da Portogruaro ed arriva fino a Conegliano, passando per Azzano Decimo, Pordenone e Sacile.
- L'Autostrada A4 che passa a sud di Sesto al Reghena e viene allacciata con l'Autostrada A28 nei pressi di Portogruaro.
- La Strada Regionale 463 del Tagliamento che attraversa Ramuscello e Casette.
- La strada provinciale SP16 che collega Sesto al comune di Gruaro.
- La strada provinciale SP28 che collega San Vito al Tagliamento a Cinto Caomaggiore, passando per Bagnarola, Sesto e Mure.
- La strada provinciale SP41 che collega Bagnarola a Casette.
- La strada provinciale SP42 che collega Torrate di Chions a Cinto Caomaggiore, passando per Marignana e Sesto.

### Ferrovie
Sesto al Reghena ha una stazione ferroviaria: la stazione di Cordovado-Sesto si trova sulla linea ferroviaria Casarsa - Portogruaro che attraversa le frazioni di Ramuscello e Bagnarola e le località di Vissignano e Casette. È proprio in quest'ultima località che si trova la stazione, a pochi passi da Cordovado e a 7 km da Sesto.
Fino al 1966, Sesto al Reghena aveva anche un'altra stazione posta sulla linea ferroviaria, ora dismessa, San Vito al Tagliamento - Motta di Livenza e situata nella frazione di Marignana.

### Mobilità urbana
Il principale mezzo pubblico utilizzato è l'autobus.
Il comune è collegato con i principali paesi della provincia di Pordenone e con i limitrofi comuni del Veneto grazie al servizio offerto dalla Società Autotrasporti ATAP, che gestisce i trasporti provinciali extra-urbani.
Inoltre, ci sono collegamenti con Portogruaro forniti dalla Società ATVO e collegamenti diretti con Udine, grazie al servizio della Società Autotrasporti Friuli-Venezia Giulia (SAF).

## Amministrazione
| Periodo        | Periodo        | Primo cittadino     | Partito                         | Carica  | Note |
| -------------- | -------------- | ------------------- | ------------------------------- | ------- | ---- |
| 23 aprile 1995 | 13 giugno 1999 | Daniele Gerolin     | Partito Popolare Italiano (PPI) | Sindaco |      |
| 13 giugno 1999 | 13 giugno 2004 | Daniele Gerolin     | Partito Popolare Italiano (PPI) | Sindaco |      |
| 13 giugno 2004 | 7 giugno 2009  | Giuseppe Sigalotti  | Centrosinistra                  | Sindaco |      |
| 7 giugno 2009  | 25 maggio 2014 | Ivo Chiarot         | Lista civica                    | Sindaco |      |
| 25 maggio 2014 | 26 maggio 2019 | Marcello Del Zotto  | Lista civica                    | Sindaco |      |
| 26 maggio 2019 | 3 aprile 2023  | Marcello Del Zotto  | Lista civica                    | Sindaco |      |
| 10 giugno 2024 | in carica      | Zaida Franceschetti | Lista civica                    | Sindaco |      |